# Hasselt (stacja kolejowa)
Hasselt – stacja kolejowa w Hasselt, w prowincji Limburgia, w regionie Flandria, w Belgii. Zbiega się tu pięć linii kolejowych:
- 21. Landen - Hasselt
- 21A. Hasselt - Genk
- 34. Hasselt - Liège-Guillemins
- 35. Leuven - Hasselt
- 15. Antwerpia - Hasselt

Stacja została otwarta 8 grudnia 1847. Jest to jedna z największych stacji kolejowych w regionie.